# Frome (Somerset)
Frome è una cittadina di 20 440 abitanti sita nella contea del Somerset, nel sud ovest dell'Inghilterra, distante circa 13 km dalla città di Bath.
Vi sono nati il campione di Formula 1 Jenson Button e l'attrice Lois Maxwell, Miss Moneypenny in molti film di James Bond.